# 조류 충돌

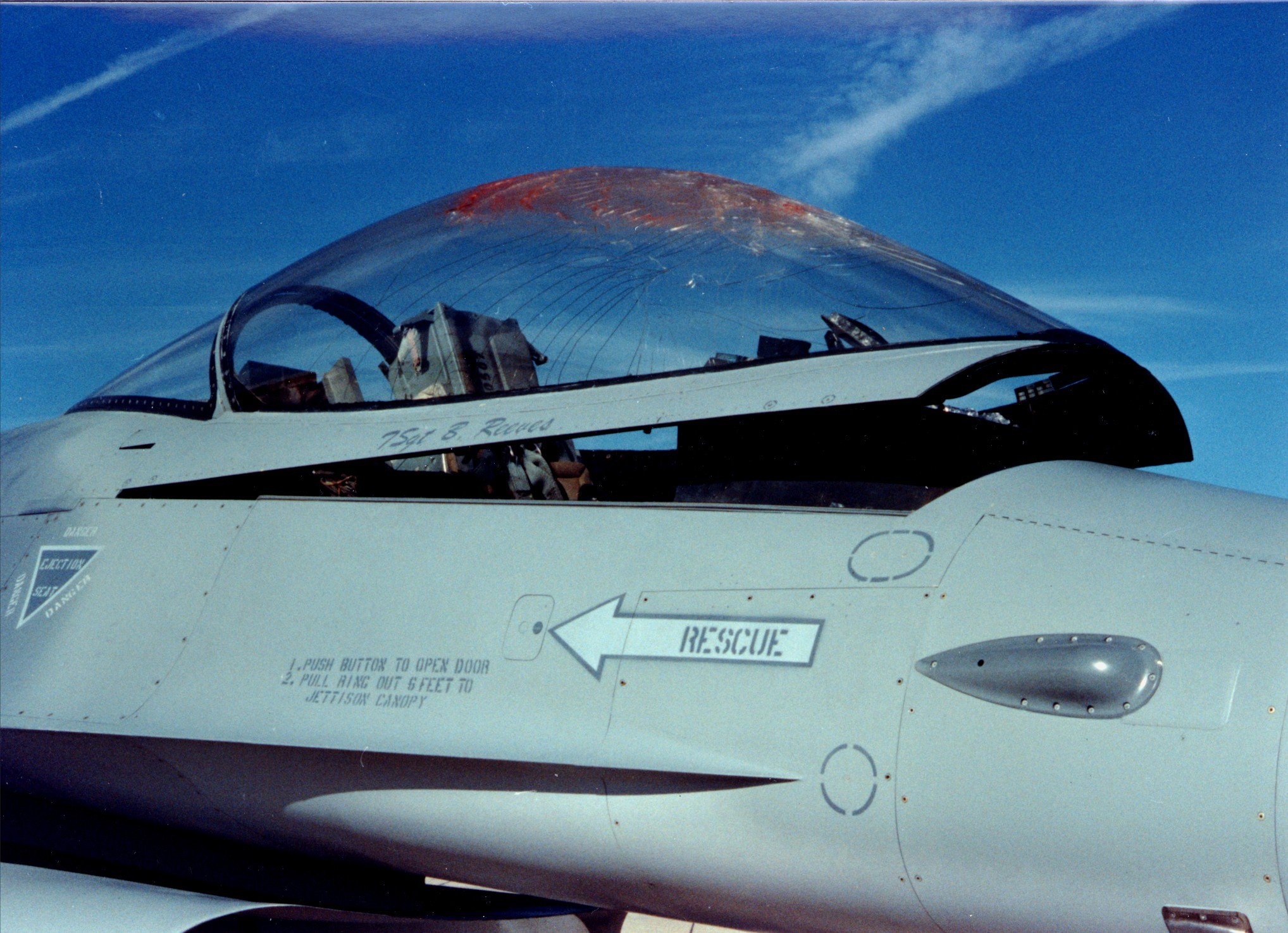
제너럴 다이내믹스 F-16 파이팅 팰콘의 조류 충돌 후 사진

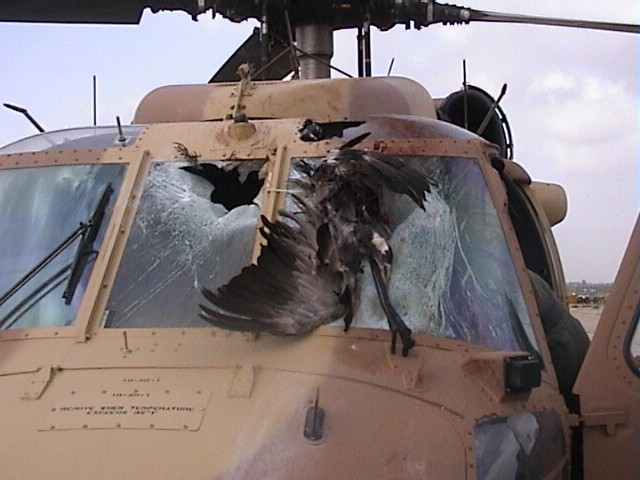
UH-60 블랙 호크의 조류 충돌 후 사진

조류 충돌(鳥類衝突) 또는 버드 스트라이크(영어: bird-strike 또는 bird aircraft strike hazard)는 항공기의 이착륙 및 순항중 조류가 항공기 엔진이나 동체에 부딪치는 현상이라고 가리킨다.
이 용어는 전력선, 타워, 풍력 터빈과 같은 구조물과의 충돌로 인한 새 사망에도 사용된다.
비행 안전에 심각한 위협이 되는 조류 충돌로 인해 인명 피해가 발생하는 수많은 사고가 발생했다. 미국에서만 매년 13,000건이 넘는 조류 충돌이 발생한다. 그러나 민간 항공기와 관련된 주요 사고 건수는 매우 낮으며 비행 시간 10억(109) 시간 동안 인명 사망을 초래하는 사고는 약 1건에 불과한 것으로 추정된다. 조류 충돌의 대부분(65%)은 항공기에 거의 손상을 주지 않는다. 그러나 충돌은 일반적으로 관련된 새에게 치명적이다.
캐나다 거위는 항공기에 가장 위험한 야생 동물 종(사슴과 독수리 다음으로)으로 선정되었으며, 매년 미국에서 약 240건의 거위-항공기 충돌이 발생한다. 조류 충돌의 80%는 보고되지 않는다.
대부분의 사고는 새가 앞 유리에 충돌하거나 제트기 엔진에 빨려 들어갈 때 발생한다. 이로 인해 미국 내에서만 연간 4억 달러, 전 세계 상업용 항공기에 최대 12억 달러에 달하는 피해가 발생하는 것으로 추산된다. 재산 피해 외에도 인공 구조물과 운송 수단, 새 사이의 충돌은 특히 많은 조류 종의 전 세계적 감소에 기여하는 요인이다.
국제민간항공기구(ICAO)는 2011~2014년에 65,139건의 조류 충돌 신고를 접수했으며, 연방항공청(Federal Aviation Administration)은 1990~2015년 사이에 민간 항공기에 대한 야생동물 공격 신고를 177,269건으로 집계했는데, 이는 2009~2015년 7년 동안 38% 증가한 수치이다.

## 피해사례
대한민국에서는 1990년대에서 2000년 사이에 걸쳐 400여건의 피해가 보고되었다. 조류 충돌로 인한 항공 사고가 많이 일어나고 있으며, 최대 항공 사고의 피해 사례로는 1960년 10월 4일, 미국의 이스턴 항공(Eastern Air Lines) 소속 록히드 L-188 일렉트라 추락 사고가 대표적인 사건으로 꼽힌다. 버드스트라이크는 보통 봄 가을 이착륙시 활주로 주변의 새들에 의해 발생되며, 성층권 이상부터는 발생하지 않는다.

### 조류퇴치사업
인천국제공항 노동자들의 소식지인 《사람과 하늘》에 따르면, 인천국제공항에서는 조류충돌사고를 막기 위해 간접고용 비정규직 노동자들이 자동차를 타고 다니면서 조류를 활주로 주변에서 내쫓고, 10년동안 관찰한 새들의 활동을 데이터베이스로 축적하는 노동을 하고 있다.

## 역사
연방 항공국(FAA)은 조류 충돌로 인해 미국 항공 비용이 연간 4억 달러에 달하는 것으로 추산하고 있으며 1988년 이후 전 세계적으로 200명 이상의 사망자가 발생했다. 영국의 중앙 과학 연구소(Central Science Laboratory)는 전 세계적으로 조류 충돌로 인해 항공사에 연간 약 12억 달러의 손실이 발생한다고 추정한다. 여기에는 손상된 항공기가 작동하지 않는 동안 수리 비용과 수익 손실이 포함된다. 2003년에 미국 공군이 기록한 새 충돌은 4,300건, 미국 민간 항공기가 기록한 5,900건이었다.
처음으로 보고된 새 충돌은 1905년 오빌 라이트(Orville Wright)에 의한 것이다. 라이트 형제의 일기에 따르면, "오빌은 4분 45초 동안 4,751미터를 날아 4번의 원을 그리며 두 번이나 울타리를 넘어 비어드의 옥수수밭으로 들어갔다."
1911년 파리-마드리드 항공 경주 중에 프랑스 조종사 유진 길베르(Eugene Gilbert)는 피레네 산맥 상공에서 화난 어미 독수리를 만났다. 개방형 조종석 Bleriot XI를 조종하던 길베르는 소지한 권총으로 큰 새를 막을 수 있었지만 죽이지는 않았다.
최초로 기록된 조류 충돌 사망자는 1912년 항공 개척자 칼브레이스 로저스(Calbraith Perry Rodgers)가 조종한 Vin Fiz Flyer 복엽기가 갈매기와 충돌하여 항공기 제어 케이블에 걸렸을 때 보고되었다. 그는 캘리포니아주 롱비치에 추락하여 잔해 밑에 깔려 익사했다.

## 같이 보기
- 이물질피해(FOD)
- 테일스트라이크
- 이스턴 항공 375편 추락 사고
- US 에어웨이즈 1549편 불시착 사고
- 루프트한자 45편 추락 사고
- 제주항공 2216편 활주로 이탈 사고
- 활주로(RWY)
- 언더캐리지(랜딩 기어)